# Descendimiento de la Cruz (Fra Angélico)
El Descendimiento de la Cruz (en italiano, Deposizione dalla Croce), es una obra realizada por el pintor italiano Fra Angélico. Está realizado al temple sobre tabla, y fue pintado entre 1432 y 1434. Actualmente se encuentra en el Museo Nacional de San Marcos de Florencia.
Giorgio Vasari lo describió como «pintado por un santo o por un ángel».
Fra Angélico intervino para completar este retablo cuando había sido ya comenzado por Lorenzo Monaco para la capilla Strozzi en la iglesia florentina de Santa Trinità. Representa a Cristo sujetado por varias personas, recordando en esta representación al Descendimiento de Roger van der Weyden, lo que demuestra los contactos entre la pintura florentina y la flamenca en aquella época. María Magdalena sostiene los pies de Cristo, como un símbolo del arrepentimiento humano. Una figura a la derecha, con un sombrero rojo, muestra los tres clavos de la cruz y la corona de espinas, símbolos de la pasión y del sacrificio. Sobre su cabeza se ve un halo dorado.
La Virgen María, que luce un vestido oscuro, se muestra en el gesto tradicional de mantener las manos unidas. El nombre de la Virgen aparece inserto en el halo.
En primer término está representado con realismo un prado con flores, lo que recuerda a los cuadros flamencos de la época. Al fondo se ve Jerusalén representada de forma geométrica, en un paisaje de cielo nublado.

### Predela

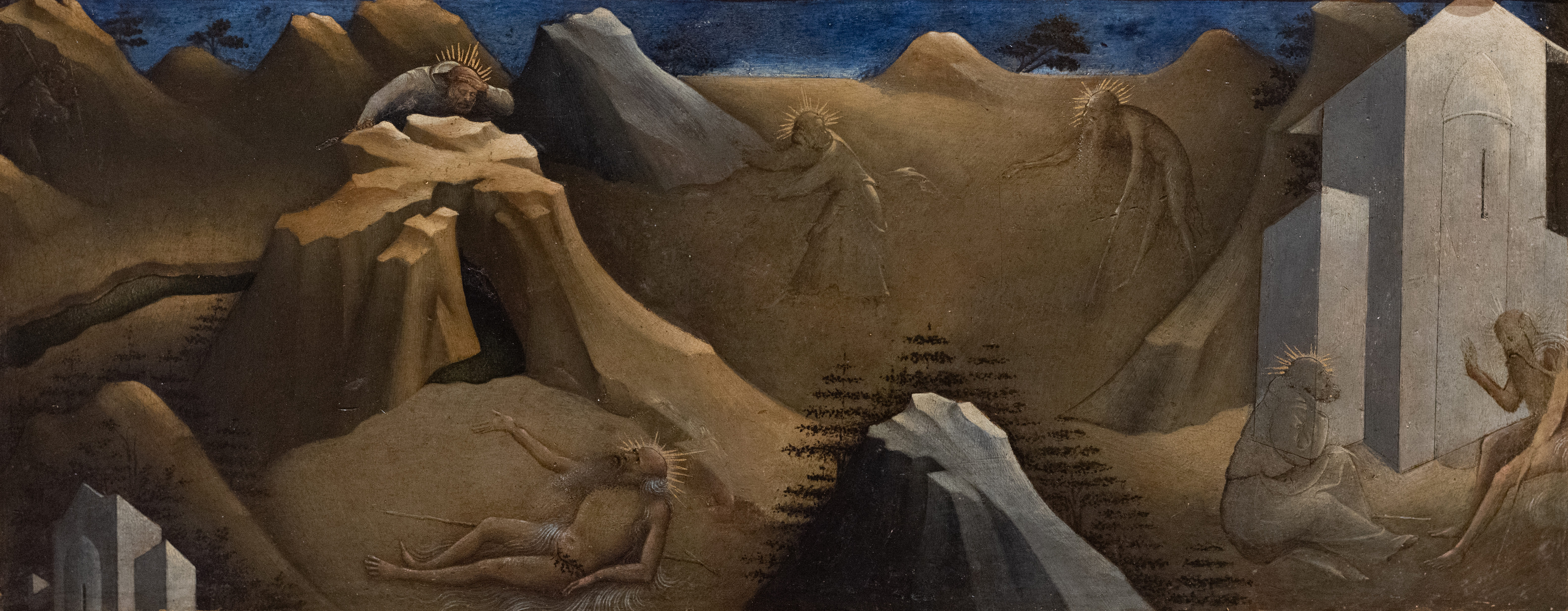
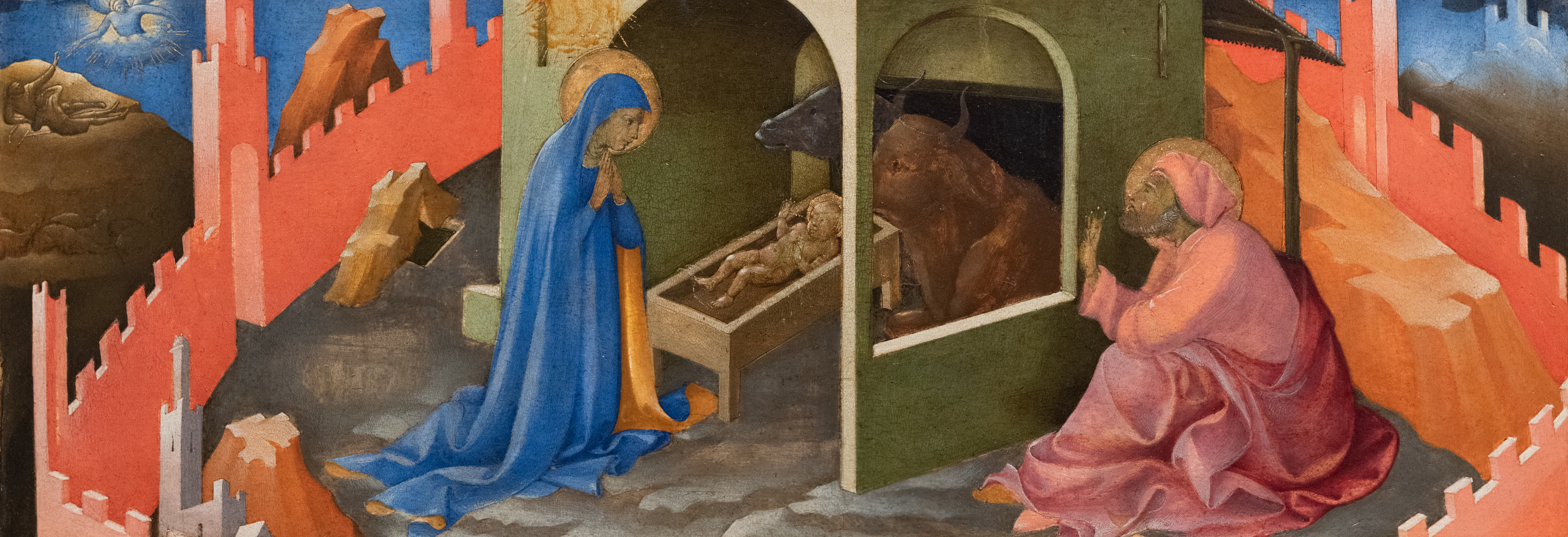
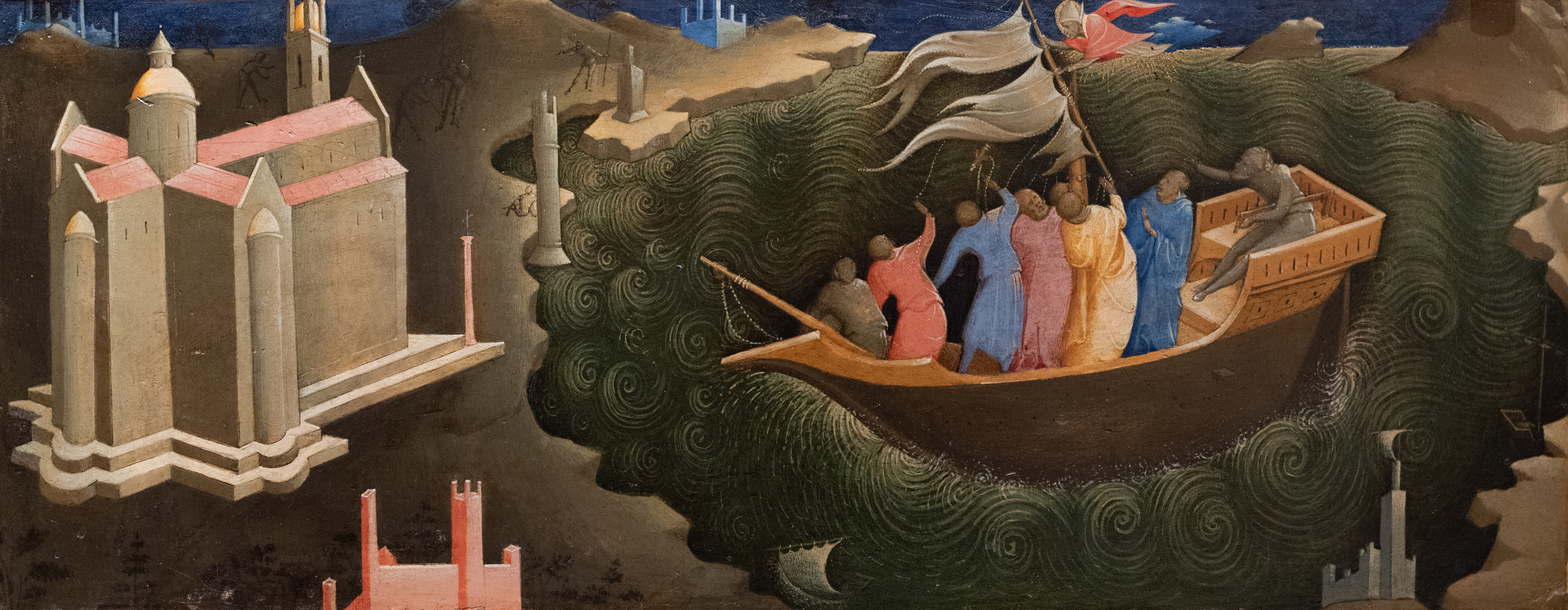